# Szarki (województwo lubuskie)
Szarki – dawna osada leśna w Polsce, w województwie lubuskim, w powiecie zielonogórskim, w gminie Kargowa.
1 stycznia 2024 nazwa miejscowości została zniesiona.
W latach 1975–1998 miejscowość należała administracyjnie do województwa zielonogórskiego.